# Сиктивкарське міське поселення
Сиктивка́рське міське поселення (рос. Сыктывкарское сельское поселение) — муніципальне утворення у складі Сиктивкарського міського округу Республіки Комі, Росія. Адміністративний центр та єдиний населений пункт — місто Сиктивкар.

## Населення
Населення — 235006 осіб (2010; 230011 у 2002, 231673 у 1989).